# Scopogonalia altmanni
Scopogonalia altmanni är en insektsart som beskrevs av Rodney Ramiro Cavichioli 1986. Scopogonalia altmanni ingår i släktet Scopogonalia och familjen dvärgstritar. Inga underarter finns listade i Catalogue of Life.